# Guan de Spix
El guan de Spix (Penelope jacquacu) és una espècie d'ocell de la família dels cràcids (Cracidae) que habita la selva humida i vegetació secundària a les terres baixes de l'est de Surinam, Guyana, sud de Veneçuela i de Colòmbia, est de l'Equador i del Perú, nord de Bolívia i oest de l'Amazònia del Brasil.